# Pendra
Pendra è una suddivisione dell'India, classificata come nagar panchayat, di 12.392 abitanti, situata nel distretto di Bilaspur, nello stato federato del Chhattisgarh. In base al numero di abitanti la città rientra nella classe IV (da 10.000 a 19.999 persone).

## Geografia fisica
La città è situata a 22° 46' 0 N e 81° 57' 0 E e ha un'altitudine di 591 m s.l.m..

## Società

### Evoluzione demografica
Al censimento del 2001 la popolazione di Pendra assommava a 12.392 persone, delle quali 6.222 maschi e 6.170 femmine. I bambini di età inferiore o uguale ai sei anni assommavano a 1.670, dei quali 830 maschi e 840 femmine. Infine, coloro che erano in grado di saper almeno leggere e scrivere erano 8.728, dei quali 4.864 maschi e 3.864 femmine.